# 미오 아쓰시
미오 아쓰시(일본어: 美尾 敦, 1983년 1월 26일~)는 일본의 전 축구 선수이다.

## 구단 경력
과거 방포레 고후, 교토 상가 FC, 가이나레 돗토리, FC 기후에서 활동하였다.